# دهستان جوستان
دهستان جوستان یکی از دهستان‌های شهرستان طالقان در استان البرز ایران است. این دهستان در بخش بالاطالقان قرار دارد و براساس سرشماری مرکز آمار ایران در سال ۱۳۹۰، جمعیت آن ۵۰۵۷ نفر (در ۱۸۱۰ خانوار) بوده‌است.